# Saint-Roch-sur-Égrenne
Saint-Roch-sur-Égrenne là một xã thuộc tỉnh Orne trong vùng Normandie tây bắc nước Pháp. Xã này nằm ở khu vực có độ cao trung bình 130 mét trên mực nước biển.